# Glavkom
Glavkom, imenovan tudi zelena mrena, je očesna bolezen, ki prizadene očesni živec. Kadar očesna tekočina ne odteka iz očesa in se v njem zadržuje ali pa je očesne tekočine preveč, se poveča očesni tlak, kar posledično povzroči postopno poslabšanje vida.

## Tipi glavkoma
- akutni glavkom - očesni tlak raste zelo hitro, spremlja ga huda bolečina v očeh, pojavita se rdečina in solzenje, vid se zelo hitro slabša in se lahko diagnosticira; akutni glavkom zahteva takojšen pregled očesnega zdravnika, ker naglo povišanje očesnega tlaka zelo hitro povzroči resno okvaro vida;
- kronični glavkom - poteka počasi in ga ne spremlja bolečina, simptomi pa se pojavijo po močnem poslabšanju vida;
- sekundarni glavkom - nastane kot posledica poškodbe, vnetja, tumorja ali sladkorne bolezni.

## Skupine z večjim tveganjem
- ljudje po 40. letu z dioptrijo
- sladkorni bolniki
- glavkom v družini

## Simptomi
- solzne, boleče oči
- zamegljen pogled
- občasni glavoboli
- pordele oči
- razširjene zenice
- videnje sija okrog luči

## Diagnoza
Pregled glavkoma se običajno izvaja kot del standardnega pregleda oči in jih izvajajo oftalmologi. Testiranje za glavkom mora vključevati meritve očesnega tlaka, spremembe v velikosti in obliki oči,sprednjega prekata kota, vidnega polja in vidnega živca, da se ugotovi morebitne vidne poškodbe.
- očesni tlak - je v meji normale, če je med 10-22 mmHg
- vidni živec - se pregleda tako, da se osvetli notranjost očesa, zdravnik pa skozi zenico pregleda obliko in barvo vidnega živca
- vidno polje - se pregleda, da bi se postavila diagnoza, nato pa je potrebna kontrola enkrat do dvakrat letno, da se ugotovi, če je prišlo do poslabšanja

Cilj sodobnega zdravljenja glavkoma je zmanjšati škodo, ki jo povzroči njegovo ustvarjanje in boljše ohranjanje vidnega polja, kot tudi doseči popolno kakovost življenja bolnikov z minimalnimi stranskimi učinki. Slednje pa zahteva ustrezno diagnostično tehnologijo in razumno izbiro zdravljenja za vsakega bolnika.

## Zdravljenje
Ključno za zdravljenje je znižanje očesnega tlaka. Za zmanjšanje nastajanja prekatne vode se pogosto uporabljajo kapljice z brinzolamidom (Azopt®) kot tudi kapljice s travoprostom (Travatan®), ki povečujejo odtekanje prekatne vode. Praviloma jih bolniki uporabljajo 1-krat do 2-krat na dan. Za zdravljenje pa se uporabljajo tudi laserski in kirurški posegi, kadar kapljice ali tablete ne zadostujejo.

## Zanimivosti
Svetovni dan glavkoma je 12. marca.